# Guerra dos Sete Chefes contra Tebas
Na mitologia grega, a Guerra dos Sete Chefes contra Tebas foi um conflito que opôs os partidários de Etéocles, usurpador de Tebas, contra seu irmão Polinices, exilado em Argos.

## Antecedentes
Etéocles e Polinices eram filhos de Édipo com Jocasta, mãe de Édipo. Quando Édipo descobriu que havia matado o próprio pai, Laio, e casado com sua mãe, ele cegou-se e abandonou Tebas; mas amaldiçoou os filhos, que não quiseram ajudá-lo. Os irmãos, então, combinaram que reinariam alternadamente em Tebas, um ano de cada vez.
Em algumas versões, Polinices foi o primeiro a reinar, e passou o reino para Etéocles, mas em outras versões, Etéocles foi o primeiro a reinar. De qualquer modo, Etéocles não passou o reino, e baniu Polinices, que se exilou em Argos, onde se casou com Argia, filha do rei Adrasto.

## Guerra
Adrasto, Polinices e mais outros cinco chefes atacaram Tebas, defendida por Etéocles e outros seis. Argos foi derrotada, e apenas Adrasto sobreviveu dos chefes, mas, do lado tebano, Etéocles também caiu.

## Consequências
Creonte, regente de Tebas, não deixou que o corpo de Polinices fosse sepultado, o que levou à desobediência de Antígona, e à execução do próprio filho de Creonte, Hêmon, que enganou o pai para não matar a noiva (e prima) Antígona.
Em Argos, os filhos dos Sete Chefes se reuniram mais tarde e atacaram Tebas, no episódio conhecido como Os Epígonos - desta vez, eles foram vitoriosos.
Uma irmã de Adrasto, Erifila, que fora corrompida por Polinicies e, na geração seguinte, por Tersandro, filho de Polinices, foi punida, sendo morta pelo próprio filho, Alcmeão.